# Regina (ópera)
Regina es una ópera en tres actos con música y libreto de Marc Blitzstein, basado en la obra The Little Foxes de Lillian Hellman.  Fue terminada en 1948. Regina se estrenó en Broadway en el Teatro de la calle 46 en Nueva York el 31 de octubre de 1949. 
Blitzstein eligió su fuente para hacer una fuerte afirmación contra el capitalismo. El estilo musical se ha descrito como un nuevo verismo estadounidense, abundando en el uso de espirituales, música de salón victoriana, formas de baile, ragtime, aria y gran partitura orquestal. Influido por el estilo de la ópera y también de Broadway, de manera parecida a Leonard Bernstein en Trouble in Tahiti y Virgil Thomson en Four Saints in Three Acts, Regina se dice que está a caballo entre el entretenimiento y la música llamada seria. Hellman proporcionó a Blitzstein mucho consejo y puso serias objeciones a cualquier apartamiento de la estructura de la obra. Blitzstein planeó un elaborado prólogo coral, pero Hellman le convenció para que lo acortase y finalmente lo eliminase. Antes del estreno, la productora Cheryl Crawford insistió en mayores cortes, pidiendo a Blitzstein que redujera la obra de tres a dos actos. Así lo hizo, cortando quince minutos de música en la escena de la fiesta.
Es una ópera muy poco representada; en las estadísticas de Operabase aparece con sólo 4 representaciones en el período 2005-2010, siendo la más representada de Marc Blitzstein.